# Plužine (kommunhuvudort i Montenegro)
Plužine (albanska: Pluzhina) är en kommunhuvudort i Montenegro. Den ligger i kommunen Opština Plužine, i den nordvästra delen av landet vid Pivasjön. Plužine ligger 693 meter över havet och antalet invånare är 1 494.
Terrängen runt Plužine är varierad. Plužine ligger nere i en dal. Omgivningarna runt Plužine är en mosaik av jordbruksmark och naturlig växtlighet.